# ガレージリボン
ドリームプロモーションとは三重県にある自動車メーカーで自動車・製造・改造・販売・中古車販売などを行なっている。また、ミニミニ自動車で有名。
その他、交通安全啓発機具の開発、テレビ番組の制作、雑誌の出版、大型イベントの運営などでも有名。
現在は、三重県桑名市長島町で宿泊業も行っている。ニューハートピア温泉には、ミニミニも展示してある。

## 沿革
- 1990年 - 愛知県で設立、製造開始した。
- 1995年 - 三重県に移転した。
  - ミニミニ自動車生産開始した。
- 1996年 - ミニミニシリーズを開始し会社を拡大した。
  - 道路交通規制車輌などを生産開始した。
  - 交通啓発安全器具などを生産開始した。
- 2003年 - オリジナル電気自動車を発表した。
  - 輸入車をリムジンタイプにした霊柩車の生産を開始した。
- 2004年 - ドリームプロモーションに社名変更した。
  - 社名変更と同時に自動車のアフターマーケットの大型イベントの運営に着手、テレビ番組『ドリームカー倶楽部』をプロデュースし自動車番組としては、国内最大。

## 代表的な自動車
- ポコン(メーカー完全オリジナル車種)
- F3000(現:フォーミュラ・ニッポン)
- ミニミニ自動車
- ミニミニ2
- コンバーチブル
- ミニチョップ
- ロールオーバーシミュレーター【交通安全器具）
- 洋型霊柩車
- 世界選手権に出場するレーシングカーなど